# ウィリアム・マクタガート
ウィリアム・マクタガート（William McTaggart、1835年10月25日 - 1910年4月2日）はスコットランドの風景画、海洋画の画家である。

## 略歴
スコットランドの西側、キンタイア半島のキャンベルタウンに近いArosに小作人の息子に生まれた。16歳でエディンバラに移り、エディンバラの美術学校、トラスティーズ・アカデミー(Trustees' Academy 、後にエディンバラ大学の一部となる。）でロバート・スコット・ローダー(Robert Scott Lauder)に学んだ。スコットランド王立アカデミーの展覧会で多くの賞を受賞し、1870年にはアカデミーの正会員に選ばれた。初期には人物画を描いていたが、のちに子供時代に故郷の海岸で見ていた荒々しい大西洋の光景を描くようになった。
1889年からエディンバラと接するミッドロージアンのラスウェード(Lasswade)に住み、ミッドロージアン周りのの風景や海の景色、人々を水彩画や油彩画に描いた。明るい色調の風景画はスコットランドにおける「印象派」の画家の先駆に位置づけられることもある。

## 作品

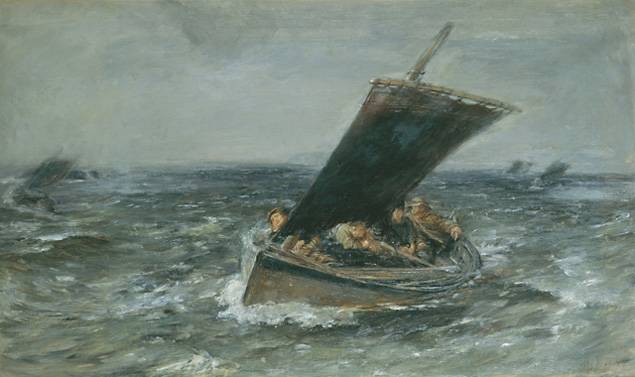
「風雨をついて」(1875)
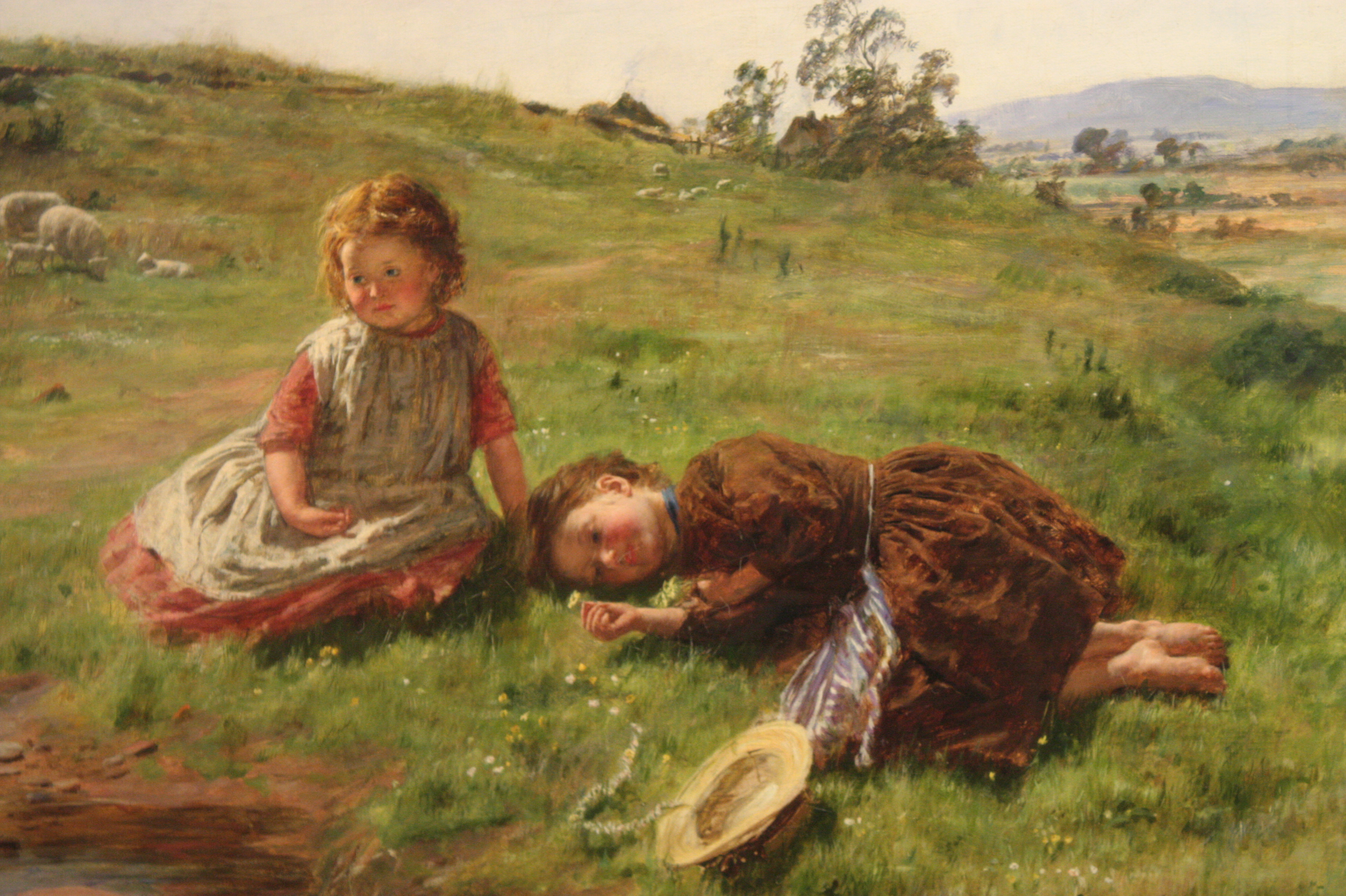
「春」
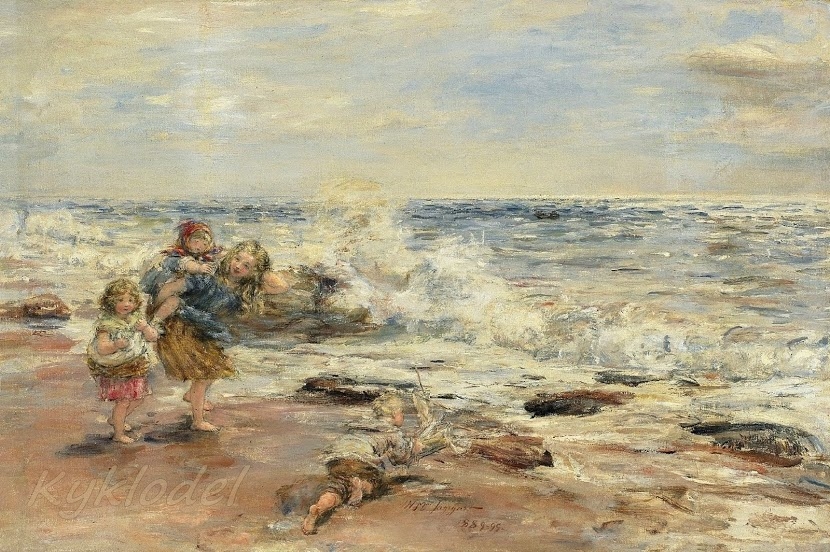
「荒海」
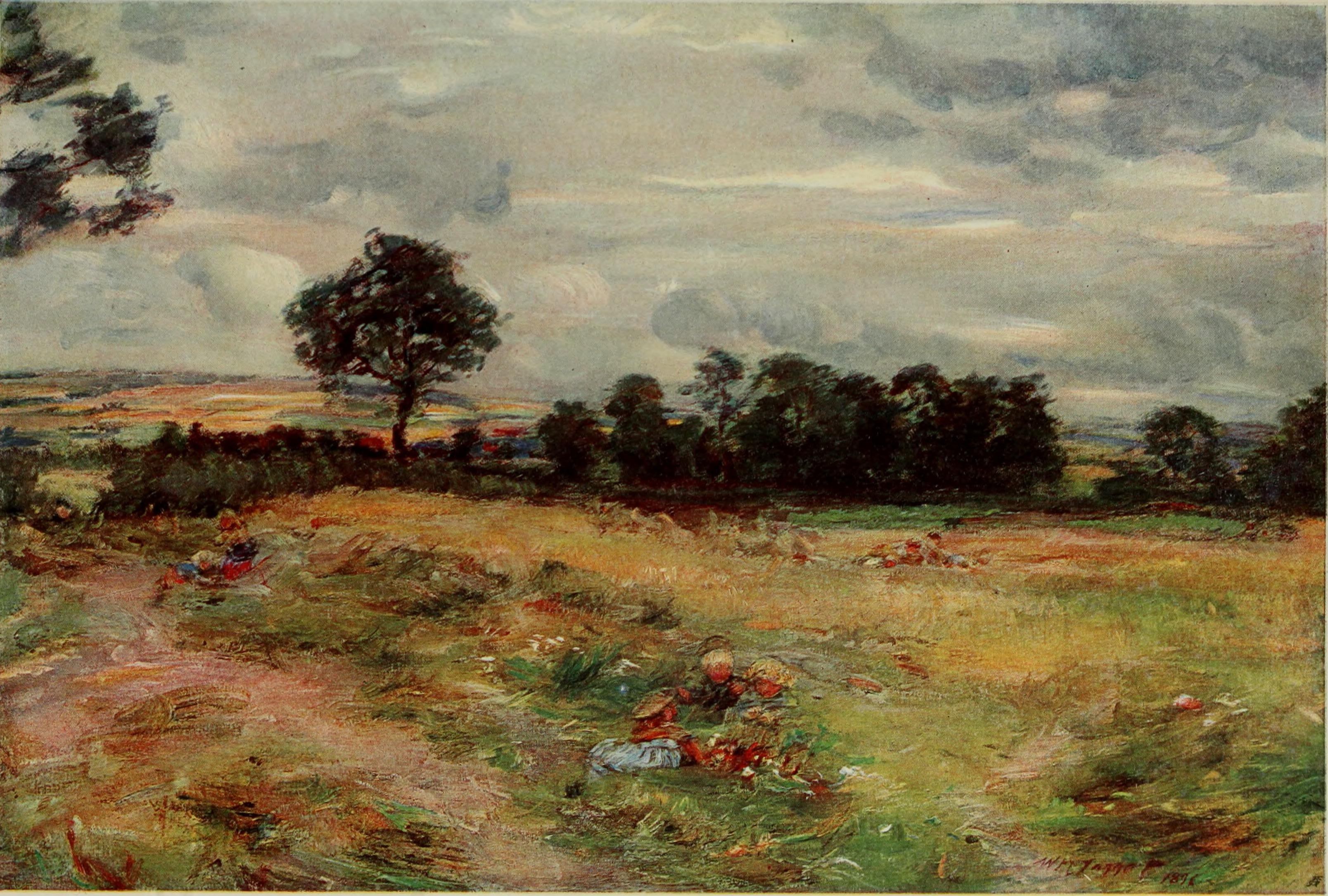
Harvest at Broomieknowe
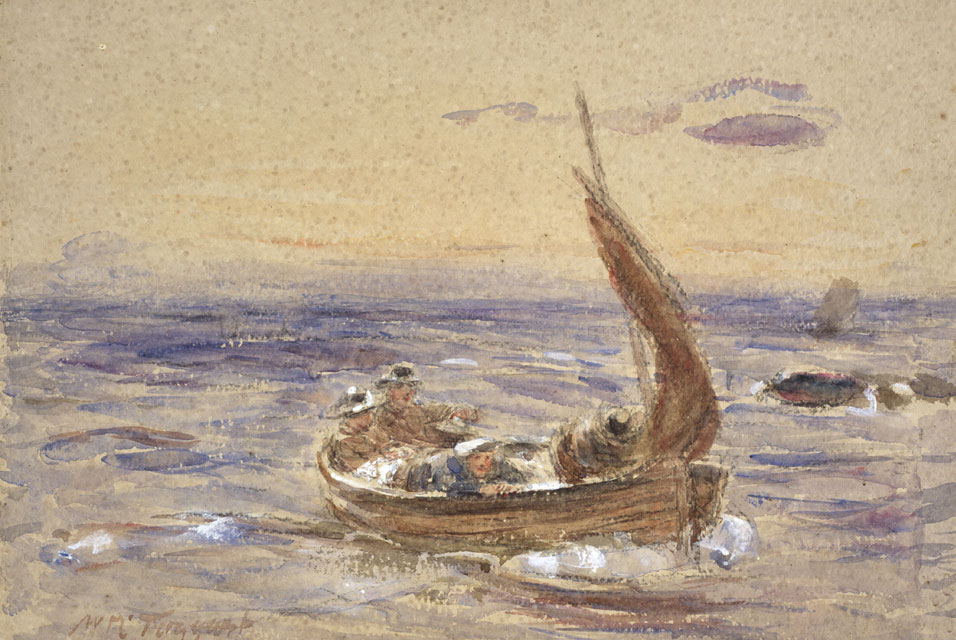
「海の夜明け」
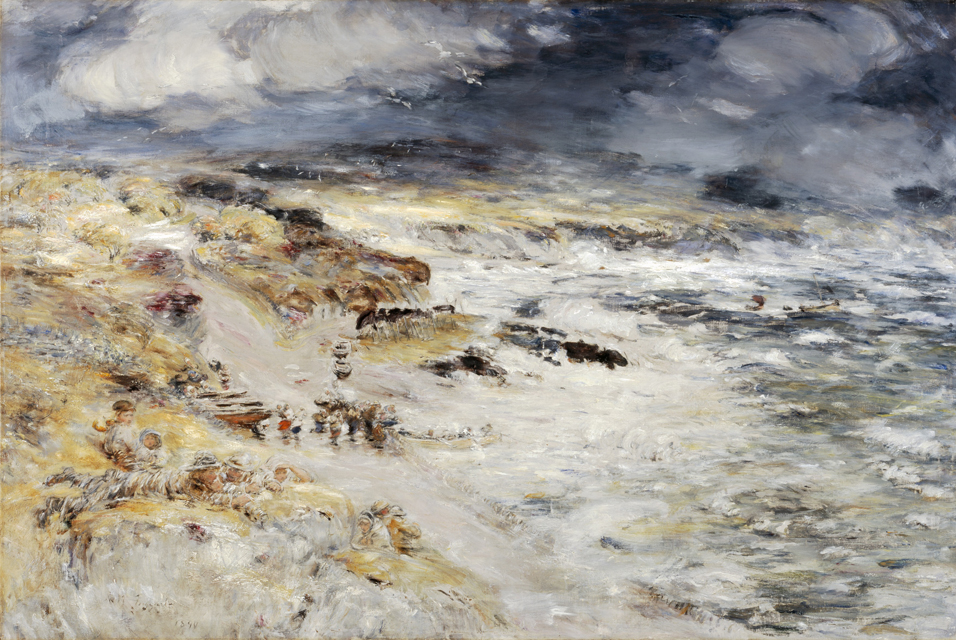
「嵐」